# 1902年4月8日日食
1902年4月8日日食是一次日偏食，發生於1902年4月8日。新月當天（即朔日），地球上觀測到月球和太阳的角距離極小，此時月球如果恰好在月球交點附近，穿過太阳和地球之間，與地球、太阳接近一直線，則會出現日食。由於月球偏北或偏南，本影及偽本影從地球以北或以南經過而未接觸地表，只有半影覆蓋了地球北端或南端部分區域，形成日偏食。此次日偏食月球偏北，出現在加拿大西北部和阿拉斯加特區極東北角。

## 日食概況

### 出現區域
該次日偏食可在加拿大西北部和阿拉斯加特區（今美国阿拉斯加州）極東北角看到。

### 基本參數
- 類型：日偏食
- 食分最大處（位於阿拉斯加特區東北部海岸以北約170公里的波弗特海）資料：
  - 時間：1902年4月8日14:05:06
  - 地點：71°42′N 142°24′W / 71.7°N 142.4°W
  - 食分：0.0643（日食帶內最大）[3]

## 相關的日食

### 1902-1906年的日食
月球交替位於相對的月球交點時，以半個交點年（食年），即約177天又4小時間隔出現下列日食。
註：1902年5月7日和1902年10月31日的日偏食屬於上一組交點年系列。1906年7月21日的日偏食屬於下一組交點年系列。
| 降交點   | 降交點                   |          | 升交點                   | 升交點 |
| 沙羅周期 | 地圖                     | 沙羅周期 | 地圖                     |        |
| 108      | 1902年4月8日 偏食（北）  |          |                          |        |
| 118      | 1903年3月29日 環食       | 123      | 1903年9月21日 全食       |        |
| 128      | 1904年3月17日 環食       | 133      | 1904年9月9日 全食        |        |
| 138      | 1905年3月6日 環食        | 143      | 1905年8月30日 全食       |        |
| 148      | 1906年2月23日 偏食（南） | 153      | 1906年8月20日 偏食（北） |        |

## 資料來源
1. ↑  樊忠玉. . 中国天文科普网.   [2016-04-05]. （原始内容存档于2014-09-17）.
2. ↑  Fred Espenak. . NASA Eclipse Web Site.   [2016-04-05]. （原始内容存档于2020-10-20）.（英文）
3. ↑  Fred Espenak. . NASA Eclipse Web Site.   [2016-04-05]. （原始内容存档于2020-10-28）.（英文）

## 外部連結
- NASA日食專頁（页面存档备份，存于）（英文）
- 可見區域圖和時間統計：由弗雷德·埃斯佩納克做出的日食預報，NASA/GSFC
  - 貝塞爾元素

| \| \| 日食 \|                              |                             |                                          |
| 上一次日食： 1901年11月11日日食 （日環食） | 1902年4月8日日食 （日偏食） | 下一次日食： 1902年5月7日日食 （日偏食） |
| 上一次日偏食： 1899年6月8日日食            | 1902年4月8日日食 （日偏食） | 下一次日偏食： 1902年5月7日日食          |
|                                            | 日食                        |                                          |